# Henry Campos
Henry Campos Coa (Talcahuano, 16 de julio de 1982) es un abogado y político chileno, miembro de la Unión Demócrata Independiente (UDI). Fue alcalde de la comuna de Talcahuano.

## Biografía
Campos cursó su enseñanza básica en la Escuela Corneta Gaspar Cabrales, y su enseñanza media en el Liceo A-21 Almirante Pedro Espina Ritchie de Talcahuano. Se tituló de abogado de la Universidad de Concepción, donde fue dirigente de la Escuela de Derecho y miembro del Consejo General de Estudiantes.

## Carrera política
El año 2012 fue candidato a Alcalde por la ciudad de Talcahuano, no siendo electo. En la elecciones municipales del año 2016, se convirtió en el primer alcalde de derecha electo en la ciudad desde la vuelta a la democracia.
Adicionalmente ha sido dirigente regional de su partido Unión Demócrata Independiente (UDI).

## Historial electoral

### Elecciones municipales de 2012
- Elecciones municipales de 2012, para la alcaldía de Talcahuano[5]

| Candidato               | Pacto                          | Partido | Votos  | %     | Resultado |
| ----------------------- | ------------------------------ | ------- | ------ | ----- | --------- |
| Gastón Saavedra Chandía | Concertación Democrática       | PS      | 36 174 | 75,04 | Alcalde   |
| Henry Campos Coa        | Coalición                      | UDI     | 9007   | 18,69 |           |
| Patricio Rojas Quezada  | Independiente (Fuera de pacto) | IND     | 1121   | 2,33  |           |
| Christhian Lagos Palma  | Independiente (Fuera de pacto) | IND     | 927    | 1,92  |           |
| Héctor Poblete Beltrán  | Independiente (Fuera de pacto) | IND     | 883    | 1,83  |           |

### Elecciones municipales de 2016
- Elecciones municipales de 2016, para la alcaldía de Talcahuano[6]

| Candidato                  | Pacto                          | Partido  | Votos  | %     | Resultado |
| -------------------------- | ------------------------------ | -------- | ------ | ----- | --------- |
| Henry Campos Coa           | Chile Vamos                    | UDI      | 13 147 | 39,45 | Alcalde   |
| Leocán Portus Urbina       | Nueva Mayoría                  | PPD      | 11 980 | 35,95 |           |
| Jaime Peñailillo Garrido   | Independiente (Fuera de pacto) | IND      | 6847   | 20,55 |           |
| Cristóbal Saavedra Alarcón | Chile Quiere Amplitud          | Amplitud | 1352   | 4,06  |           |

### Elecciones municipales de 2021
- Elecciones municipales de 2021 para la alcaldía de Talcahuano

| Candidato/a               | Pacto                        | Partido | Votos  | %     | Resultado |
| ------------------------- | ---------------------------- | ------- | ------ | ----- | --------- |
| Henry Campos Coa          | Chile Vamos                  | UDI     | 14.423 | 29.66 | Alcalde   |
| Eduardo Saavedra Bustos   | Unidos por el Apruebo        | PS      | 10.823 | 22.26 |           |
| Leocan Portus Urbina      | Independiente                | Ind.    | 9.882  | 20.32 |           |
| Cristhian Lagos Palma     | Ecologistas e Independientes | Ind.    | 3.742  | 11.24 |           |
| Juan Carlos Venegas Villa | Independiente                | Ind.    | 4.297  | 8.84  |           |
| Cristián Campos Jara      | Independiente                | Ind.    | 3.742  | 7.96  |           |